# Енигма (Джорджия)
Вижте пояснителната страница за други значения на Енигма.
Енигма е малък град в Джорджия, САЩ. Населението му през 2000 година е 869 души. Градът е основан в периода между 1876 и 1880 от Джон А.Бол. Основният поминък на населението е селско стопанство, макар че някои пътуват до съседните по-големи градове на работа. В градчето има няколко църкви, като повечето са баптистки. Първата пожарна станция е построена през 1893 година. През същата година се появява и първата лека кола. Първите телефони са инсталирани в началото на 1900-те, а първият самолет прелита през 1918 година. Градът е електрифициран през 1936 година, а водна канализация е поставена през 1955. Градът има площ от 8.5 km².